# 金昌爱
金昌爱（韓語：김창애，？—），女，朝鲜乒乓球运动员。她曾获得1977年世界乒乓球锦标赛女子团体季军。另外她也在1976年和1978年获得亚洲乒乓球锦标赛女子双打冠军。